# 福井県道205号湯谷王子保停車場線
福井県道205号湯谷王子保停車場線（ふくいけんどう205ごう ゆやおうしおていしゃじょうせん）は、福井県越前市内の県道と駅を結ぶ一般県道である。

## 路線概要
越前市郊外と市街地の駅を結ぶ役割を担っている県道である。嶺北西部に網の目状に指定されている県道の一つで、この附近の交通を他の県道と合わせて網羅している。王子保駅は他にも福井県道136号帆山王子保停車場線が結んでおり、こちらは王子保駅から東側を県道205号は西側を網羅している。互いに存在することで交通の利便性を高めている県道である。

### 路線データ
- 起点：福井県越前市湯谷
- 終点：同市四郎丸町

## 道路状況
起点および終点附近は片側一車線が確保された一般的な県道だが、国道8号附近は狭路が断続的に存在する。全体としてはほとんど使われない県道だが、部分部分の利用は多い。しかし狭路の箇所も離合が困難なほどではなく、途中山道もあるが道幅もあり、勾配もそれほど急ではないので通行に問題は無いだろう。ガードレールやヘキサポールもあるので、越前市を横断する際は利用すると便利な県道である。

## 接続道路
- 福井県道206号甲楽城勝連花線（越前市湯谷町、起点）
- 国道8号（越前市春日野町 -＜重複＞- 同市白崎町・白崎交差点）
- 福井県道136号帆山王子保停車場線（越前市四郎丸町・王子保停車場、終点）

## 沿線
- ハピラインふくい線 王子保駅